# Dry
Az 1992-es Dry PJ Harvey debütáló nagylemeze. Az albumot a kritikusok dicsérték, a Rolling Stone magazin az album sikerének kapcsán az akkor 22 éves Harvey-t nevezte az év legjobb dalszerzőjének és legjobb női énekesének. A dicséretek ellenére egyedül a Sheela-Na-Gig kislemez került fel az amerikai kislemezlistákra, a Billboard Modern Rock Tracks listán a 9. helyig jutott.
1993-ban az NME minden idők 100 legjobb albuma felmérésén a 71. lett, míg a Melody Maker azonos felmérésén 86. lett 2000-ben. Kurt Cobain 50 legjobb albuma listáján is szerepelt, csakúgy, mint az 1001 lemez, amit hallanod kell, mielőtt meghalsz című könyvben.

## Az album dalai
|     | Cím                | Szerző(k)         | Hossz |
| --- | ------------------ | ----------------- | ----- |
| 1.  | Oh My Lover        | Polly Jean Harvey | 3:57  |
| 2.  | O Stella           | Harvey            | 2:36  |
| 3.  | Dress              | Harvey            | 3:16  |
| 4.  | Victory            | Harvey            | 3:16  |
| 5.  | Happy and Bleeding | Harvey            | 4:50  |
| 6.  | Sheela-Na-Gig      | Harvey            | 3:11  |
| 7.  | Hair               | Harvey            | 3:45  |
| 8.  | Joe                | Rob Ellis, Harvey | 2:33  |
| 9.  | Plants and Rags    | Ellis, Harvey     | 4:07  |
| 10. | Fountain           | Harvey            | 3:52  |
| 11. | Water              | Harvey            | 4:32  |

## Helyezés

### Album
| Év   | Lista           | Helyezés |
| ---- | --------------- | -------- |
| 1992 | Brit albumlista | 11       |

### Kislemezek
| Év   | Kislemez      | Lista              | Helyezés |
| ---- | ------------- | ------------------ | -------- |
| 1992 | Sheela-Na-Gig | Modern Rock Tracks | 9        |
| 1992 | Sheela-Na-Gig | Brit kislemezlista | 69       |

## Közreműködők
- PJ Harvey – gitár, hegedű, ének, producer
- Robert Ellis – dob, harmónium, ének, producer, keverés
- Steve Vaughan – basszusgitár
- Ben Groenevelt – basszusgitár, nagybőgő
- Ian Olliver – basszusgitár
- Mike Paine – gitár
- Chas Dickie – cselló
- Vernon – producer

## Fordítás
Ez a szócikk részben vagy egészben a Dry (album) című angol Wikipédia-szócikk ezen változatának fordításán alapul.  Az eredeti cikk szerkesztőit annak laptörténete sorolja fel. Ez a jelzés csupán a megfogalmazás eredetét és a szerzői jogokat jelzi, nem szolgál a cikkben szereplő információk forrásmegjelöléseként.